# میرهاشم تبریزی

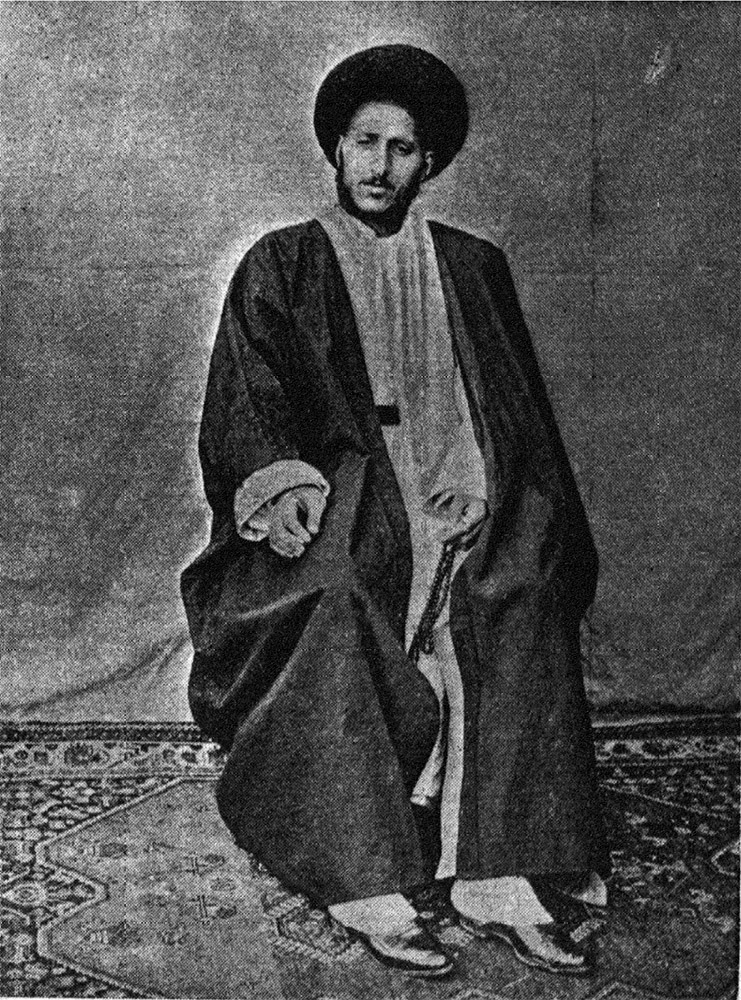
میرهاشم دوچیی

میرهاشم تبریزی (۱۲۸۹ (قمری) - ۲۲ رجب ۱۳۲۷ (قمری)) معروف به میرهاشم دَوَه‌چی از روحانیان محله دوه‌چی (شتربان) و سرخاب تبریز بود.

## در مشروطه
وی در ابتدا درجبهه موافقان مشروطه و عضو انجمن تبریز بود ولی با شدت گرفتن مخالفت‌های محمدعلی شاه و بمباران مجلس و کشتار آزادیخواهان، او نیز به دستور پنهانی شاه در تبریز علم مخالفت برافراشت و بکمک روحانیان دیگر مثل میرزا حسن مجتهد، انجمن اسلامیه را تأسیس کرد.

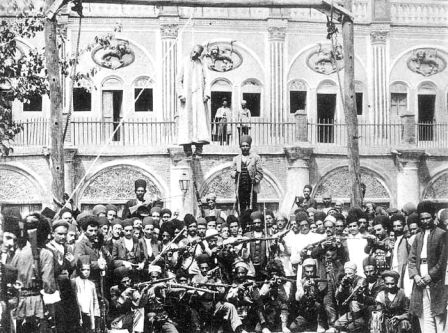
مراسم اعدام میر هاشم دَوَچی

## قتل
در جریان حمله و محاصره تبریز توسط عین‌الدوله وی به همراه تفنگچی‌های خود مدت چهارماه با قوای ستارخان جنگید و در خط مقدم جنگ بود. عاقبت پس از پیروزی قوای ستارخان در ۱۷ رمضان ۱۳۲۶ ه‍.ق بطرف تهران فرار کرد. او پس از پیروزی قوای مشروطه و فرار محمدعلی شاه، به قصد پنهان شدن با لباس مبدل بطرف لواسان رهسپار گردید ولی در آنجا شناسائی و دستگیرشده و به نظمیه تهران تحویل گردید و پس از محاکمه در میدان توپخانه اعدام شد.